# Hampton Court (Herefordshire)

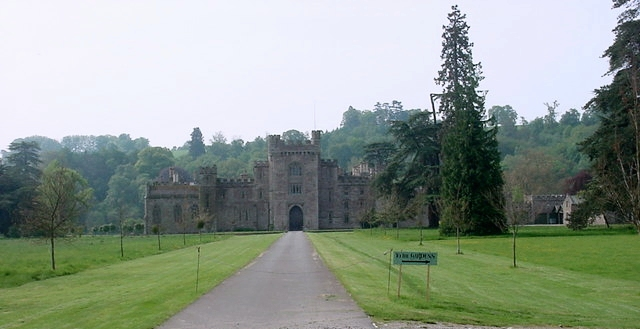
Hampton Court von Norden gesehen

Hampton Court in Herefordshire ist ein spätmittelalterliches, burgartiges Herrenhaus am Ufer des Flusses Lugg.
Der Besitz entstand durch die Zusammenlegung der Rittergüter von Hampton Richard und Hampton Mappenor. Es wurde von Heinrich IV. an Sir Rowland Lenthall zur Hochzeit mit Margaret Fitzalan, Tochter von Richard FitzAlan, 10. Earl of Arundel und Cousine des Königs gegeben. Zwölf Jahre nachdem er wegen seiner Verdienste in der Schlacht von Agincourt zum Ritter geschlagen wurde, ließ Lenthall 1427 das ursprünglich viereckige Herrenhaus erbauen. 1434 erhielt er die Bewilligung von Henry IV., das Haus mit Zinnen zu versehen. Später kam es zur Familie Coningsby und wurde dann verkauft an den Sohn des Erfinders und Textilunternehmers Richard Arkwright, welcher ebenfalls Richard hieß. Dessen Sohn John veranlasste zwischen 1830 und 1840 den Umbau durch Charles Hanbury-Tracy, dem späteren Baron Sudeley. Die Arkwrights lebten in Hampton Court bis 1912. Die Frau des 17. Viscount Hereford erwarb 1924 den Besitz und die Familie blieb bis 1973 hier wohnhaft. Schließlich kaufte die Familie van Kampen das Haus und überführte es in die Stiftung Sola Scriptura. 
Hampton Court ist von einer 400 ha großen Garten- und Parkanlage umgeben. Eine viktorianische Gartenmauer umgibt neuangelegte Blumengärten, welche von Kanälen und verschlungenen Wegen durchzogen sind. Der Küchengarten ist ein Formalgarten mit Obst und Gemüse. Es gibt einen Irrgarten aus tausend Eiben mit gotischem Turm in der Mitte, von dessen Spitze man einen Rundumblick über die Gärten hat. Neben zahlreichen Blumenrabatten gibt es im tiefergelegenen Gartenteil einen Wasserfall und einen fünfzig Jahre alten Arkadengang mit Blauregen. Neben dem Schloss steht ein von Joseph Paxton entworfenes Gewächshaus, das heute als Restaurant genutzt wird. 
Die Renovierung der Gebäude und die Anlage der Gärten erfolgte unter Beachtung ökologischer Gesichtspunkte. Der Hampton Court Trust wurde als Bildungseinrichtung für Forschung und Vermittlung in den Bereichen Nutzbarkeit von erneuerbarer und nachhaltiger Energie und Technologie ins Leben gerufen.